# Januar 1915
Portal Geschichte | Portal Biografien | Aktuelle Ereignisse | Jahreskalender | Tagesartikel

◄ |
19. Jahrhundert |
20. Jahrhundert
| 21. Jahrhundert

◄ |
1880er |
1890er |
1900er |
1910er
| 1920er | 1930er | 1940er | ►

◄ |
1911 |
1912 |
1913 |
1914 |
1915
| 1916 | 1917 | 1918 | 1919 | ►

◄ |
Oktober 1914 |
November 1914 |
Dezember 1914 |
Januar 1915 |
Februar 1915 |
März 1915 |
April 1915 |
►
Dieser Artikel behandelt tagesbezogene Nachrichten und Ereignisse im Januar 1915.

## Tagesgeschehen

### Freitag, 1. Januar

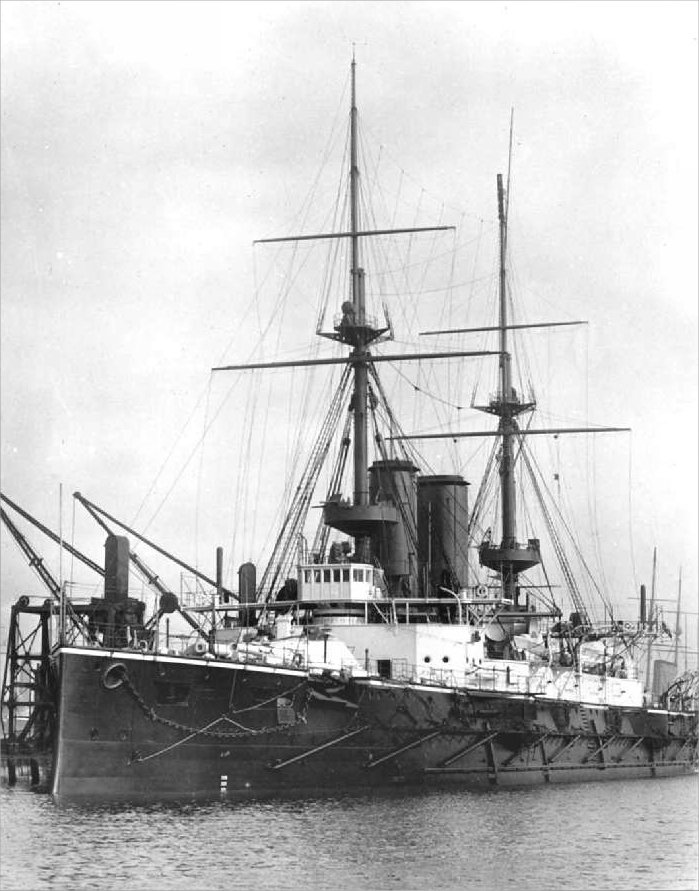
Vorkriegsaufnahme der HMS Formidable.

- Isle of Portland/Vereinigtes Königreich: Im Zuge des Ersten Weltkriegs versenkt das deutsche U-Boot U 24 die Formidable, ein Linienschiff der Royal Navy. Dabei verlieren 547 Besatzungsmitglieder ihr Leben.

### Samstag, 2. Januar
- Königreich Italien: Die im 5. Jahrhundert gegründeten Bistümer Nocera Umbra und Gualdo Tadino werden zum Bistum Nocera Umbra-Gualdo Tadino vereinigt. Etwa 70 Jahre später, am 30. September 1986 wird die Diözese wiederum mit dem Bistum Assisi zusammengelegt und bildet das Bistum Assisi-Nocera Umbra-Gualdo Tadino.
- Mesopotamien: An der Mesopotamienfront, einem Nebenschauplatz des Ersten Weltkriegs, übernimmt Süleyman Askerî Bey das Kommando über die osmanischen Truppen. Da die Ressourcen der Armee für eine weitere Front fehlten, schreibt er Briefe an die arabischen Scheichs, um sie für das Osmanische Reich zu gewinnen. Sein Ziel ist es, den Schatt al-Arab um jeden Preis zurückzuerobern.

### Sonntag, 3. Januar
- Deutsches Kaiserreich: Die Regensburg wird in Dienst gestellt.
- Deutsches Kaiserreich: Aufgrund seiner Tätigkeit als Dolmetscher in der französischen Armee und öffentlichen Erklärungen im Ersten Weltkrieg auf die Seite Frankreichs zu stehen, wird Georges Weill sein Mandat im Reichstag (für den Wahlkreis Reichsland Elsaß-Lothringen) entzogen. Zuvor hatte er schon die Staatsangehörigkeit verloren.
- Spanien: Die Baskische Fußballauswahl bestreitet ihr erstes Spiel. Dabei gewinnt sie gegen  die Auswahl Kataloniens mit 6:1. Bis 1916 kommt es insgesamt zu sechs Wiederholungen dieser Partie, die dann erst 1930 und 1931 eine Neuauflage erlebt.[1]

### Dienstag, 5. Januar

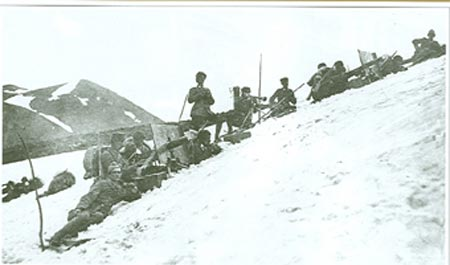
Maschinengewehrtrupp der Dritten Armee an der Ostfront während der Schlacht von Sarıkamış.

- Deutsches Kaiserreich: Der Bundesrat veröffentlicht die Bekanntmachung über die Bereitung von Backwaren, in der es in § 9 heißt: „Alle Arbeiten, die zur Bereitung von Backwaren dienen, sind in Bäckereien und Konditoreien, auch wenn diese nur einen Nebenbetrieb darstellen, in der Zeit von 7 Uhr abends bis 7 Uhr morgens verboten.“. Damit wird erstmals ein Nachtbackverbot eingeführt. Die Regelung soll die Herstellung von Backwaren vermindern und damit die Getreidevorräte strecken.
- Kaukasus: In der seit 22. Dezember 1914 stattfindenden Schlacht von Sarıkamış treten die noch vorhandenen Truppenteile der 3. Armee der Streitkräfte des Osmanischen Reiches den Rückzug an. Ihr bisheriger Kommandant Enver Pascha übergibt die Führung der verbleibenden Einheiten in Sarıkamış an Hafız Hakkı Pascha und sein Rücktritt als Kommandant der 3. Armee insgesamt erfolgt am 8. Januar.
- Minnesota/Vereinigte Staaten: Adolph Olson Eberhart übergibt das Amt des Gouverneurs von Minnesota an Winfield Scott Hammond. Er kann seine Pläne – etwa zum Frauenwahlrecht – aber nicht umsetzen, da er noch im gleichen Jahr am 30. Dezember stirbt.

### Donnerstag, 7. Januar
- Vermont/Vereinigte Staaten: Charles W. Gates übernimmt das Amt als Gouverneur des Bundesstaates von Allen M. Fletcher. Damit tritt eine Verfassungsänderung in Kraft, nach der die Amtszeiten der Gouverneure von Vermont im Januar und nicht mehr wie bisher im Oktober beginnen.
- Königreich Italien: Die Luftstreitkräfte des Landes werden von Corpo Aeronautico  zu Corpo Aeronautico Militare umbenannt.

### Freitag, 8. Januar

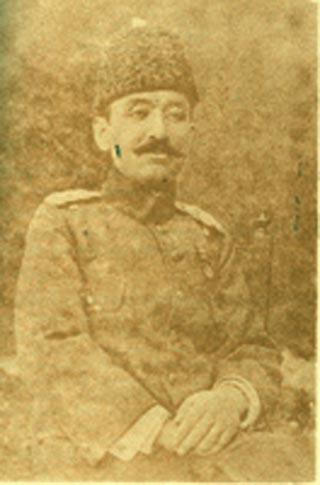
Hafız Hakkı Pascha

- Osmanisches Reich: Enver Pascha übergibt das Kommando über die 3. Armee an Hafız Hakkı Pascha. Grund dafür sind die schweren Niederlagen in der Schlacht von Sarıkamış. Hafız Hakkı erkrankt aber – wie viele seiner Soldaten – an Typhus und stirbt daran nur knapp einen Monat später, am 15. Februar im Lazarett in Erzurum.

### Samstag, 9. Januar

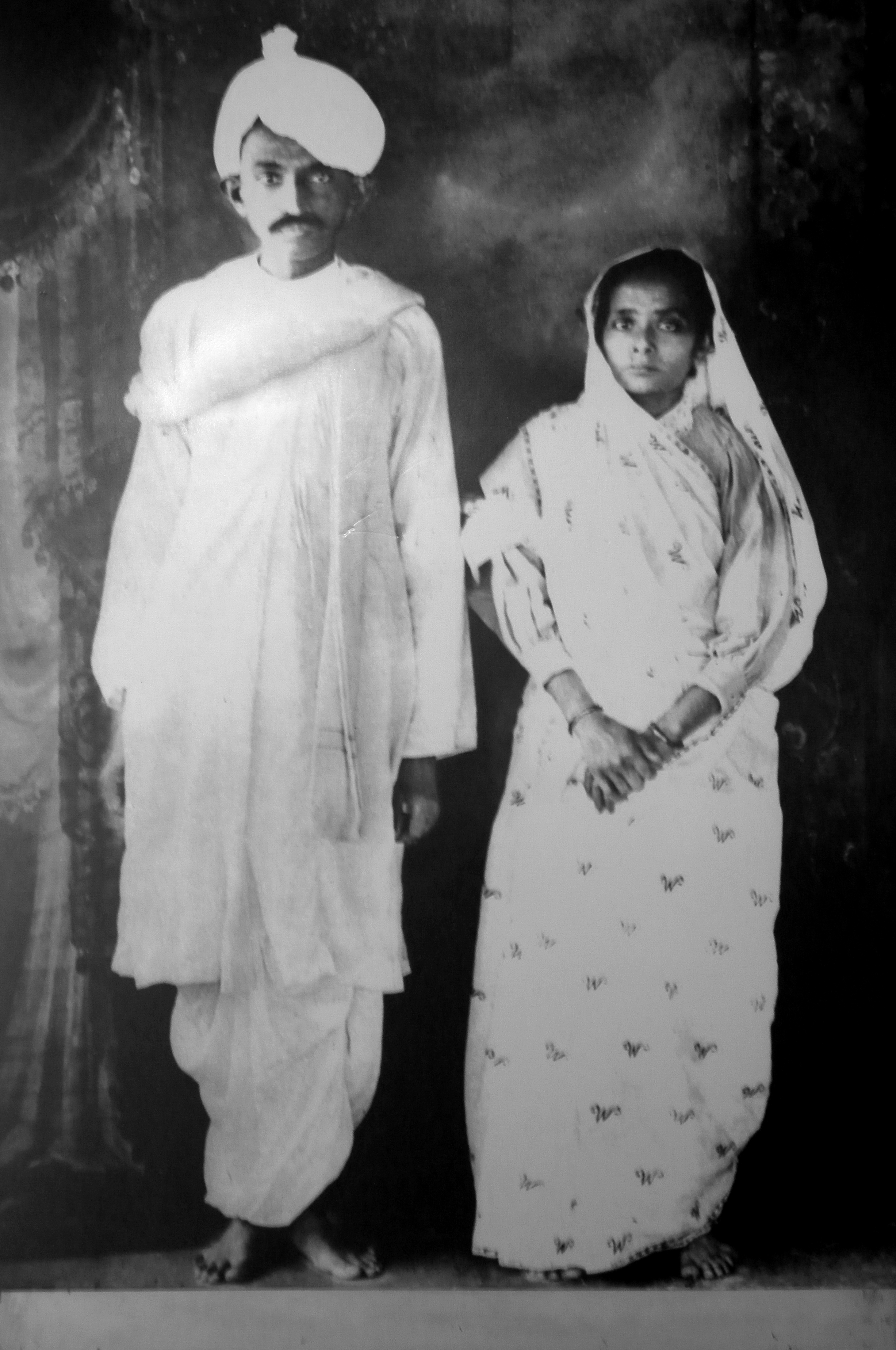
Gandhi und seine Frau Kasturba Makthaji (Januar 1915)

- Sultanat Ägypten: Henry McMahon übernimmt den Posten des britischen Hochkommissars von Milne Cheetham, der ihn seit der Ausrufung des Sultanats am 19. Dezember 1914 kommissarisch innehatte.
- Champagne/Frankreich: Die französischen Streitkräfte beginnen einen starken Angriff gegen den Abschnitt der deutschen 16. Division östlich von Perthes. Beteiligt ist unter anderem das 1er régiment d’infanterie, das dabei das Wäldchen von Beauséjour einnimmt.
- Bombay/Britisch-Indien: Der indische Philosoph und Literaturnobelpreisträger Rabindranath Tagore begrüßt Mohandas Karamchand Gandhi bei seiner Ankunft nach seinem Aufenthalt in Südafrika mit dem sanskritischen Ehrennamen Mahatma (महात्मा mahātmā, „große Seele“).
- Österreich-Ungarn: Durch die Botschafter in Rom, Bernhard von Bülow und Karl Macchio gedrängt, schlägt Außenminister Leopold Berchtold Kaiser Franz Joseph I. vor, das Trentino an das Königreich Italien abzutreten. Der Kaiser und der ungarische Ministerpräsident Stephan Tisza wollen aber davon nichts wissen. Vier Tage später, am 13. Januar, wird Berchtold auf Betreiben von Tisza vom Kaiser als Außenminister durch den Ungarn Stephan Burián ersetzt.[2][3]

### Dienstag, 12. Januar

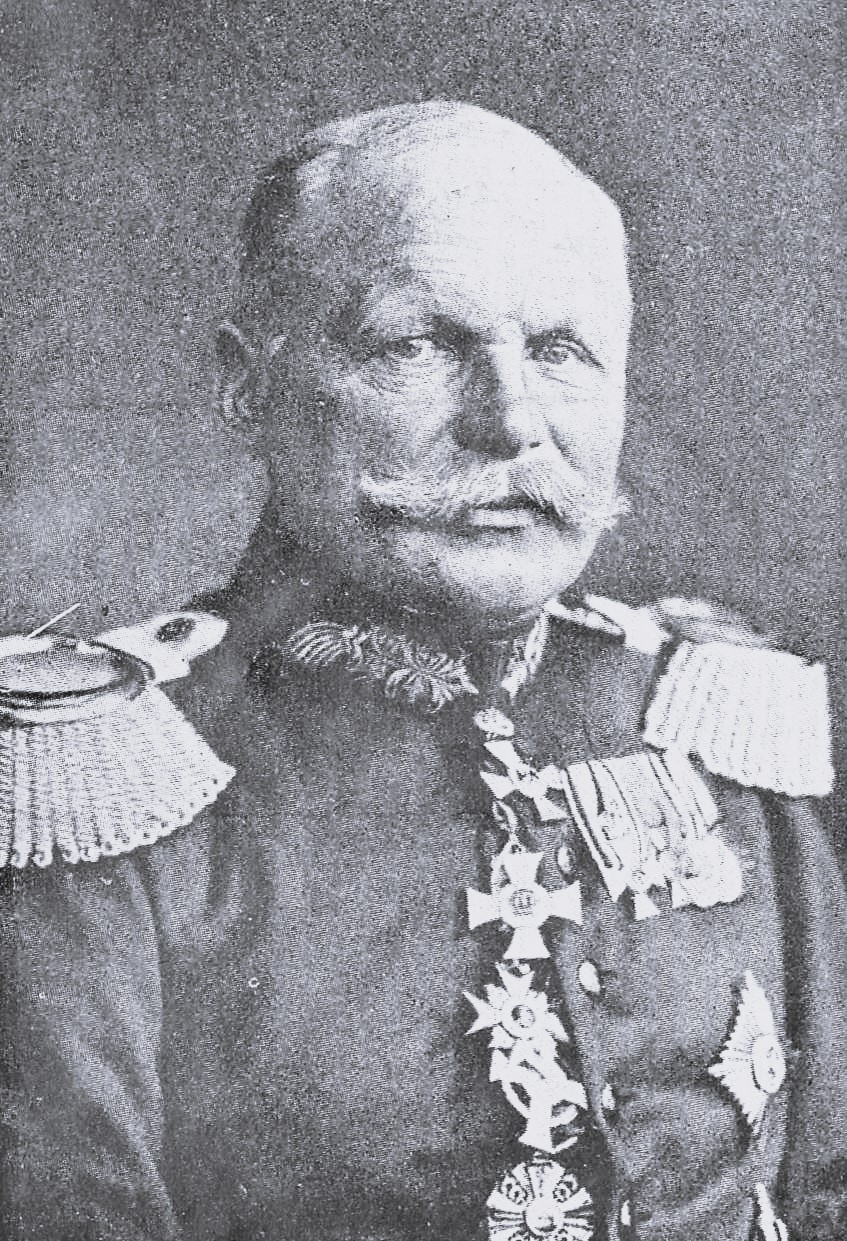
General Ewald von Lochow (~1916)

- Oregon/Vereinigte Staaten: James Withycombe wird in das Amt des Gouverneurs eingeführt. Er löst Oswald West ab, der keine zweite Amtszeit mehr angestrebt hatte.
- Colorado/Vereinigte Staaten: George Alfred Carlson wird neuer Gouverneur des Bundesstaats. In seiner zweijährigen Amtszeit leitet er einige Reformen im Arbeitsrecht ein, die aufgrund der vielen Streiks und Unruhen der letzten Jahre vor allem im Bergbau nötig geworden sind.
- Frankreich-Deutsches Kaiserreich: Das III. Armee-Korps, ein Großverband der Preußischen Armee, schlägt starke französischen Angriffe nördlich Soissons zurück. Schon zwei Tage später, am 14. Januar wird dem Kommandanten des Verbands, Ewald von Lochow, als Anerkennung hierfür durch Wilhelm II. der Orden Pour le Mérite verliehen.
- Mafia/Deutsch-Ostafrika: Britische Einheiten, darunter das Hilfskriegsschiff Adjutant, besetzen die Insel, um einen Ausbruch des deutschen Kreuzers Königsberg aus dem Flussdelta zu verhindern.[4]